# كاثينوثية

كاثينوثية أو التحويل الإلهي ًهو مصطلح صاغه العالم اللغوي ماكس مولر على أنه يعني عبادة إله واحد في وقت واحد. ويرتبط ارتباطاً وثيقا بالهينوثية (عبادة إله واحد مع الاعتراف بوجود آلهة أخرى). صاغ مولر هذا المصطلح للإشارة إلى الفيدا، حيث أوضح ظاهرة عبادة آلهة في أوقات مختلفة حسب الموقف.

## اليونان القديمة
كانت لدى الديانة الأورفية اعتقادات لاهوتية مماثلة للكاثينوثية متعلقة بتراتيل الإله أورفيس التي نصت على أن كل إله من الآلهة الأولمبية يعبد على حسب الموقف.

### الهندوسية
طائفة السمارتا الهندوسية تعبد الآلهة الخمسة الرئيسة حسب الموقف وأيضاً بشكل جماعي